# عبد المجيد رزق الله
هو عبد المجيد بن العروسي رزق الله (1923-2004). الطبيب والمفكر ورجل السياسة ولد بمساكن يوم 28 جانفي 1923 في عائلة ثرية ووجيهة حيث كان جدّه للأب الحاج أحمد رزق الله الصغير كاهية مساكن وهي نفس الخطة التي تولاها جده الأسبق الحاج أحمد الكبير.

## التعليم
زاول تعليمه الابتدائي بالمدرسة «العربية الفرنسية» بمسقط رأسه، والثانوي بالمدرسة الصادقية بتونس العاصمة حيث كان من جملة أساتذته علي البلهوان. وواصل تعليمه العالي بالجزائر العاصمة، ثم بباريس حيث التحق بكلية الطب إلى أن نال شهادة الدكتوراه في سنة 1951، وتخصص بعد ذلك في طب الأطفال.

## نشاطه
كان في العاصمة الفرنسية يحضر بكلية السربون بعض دروس التاريخ ويتتبع نشاط الأحزاب السياسية وخاصة منها نشاط الحزب الاشتراكي. وكان يحضر أيضا المؤتمرات السياسية الدولية وخاصة منها المؤتمرات المناوئة للاستعمار. التحق بالحزب الحر الدستوري الجديد منذ 1938 وساهم في جميع أطوار الحركة التحريرية السرية منها والعلنية. وواصل نشاطه السياسي بعد الاستقلال. كُلّف بمسؤوليات محلية ووطنية خلال فترة التعاضد بتونس التي تواصلت إلى أعقاب الستينات. وشغل في الستينات خطة مندوب الديوان السياسي للحزب الحر الدستوري التونسي وكان نائب مجلس الأمة عن مساكن في أربع دورات انتخابية. كما شارك في عدة مؤتمرات وطنية ودولية طبية وسياسية. ترأّس بلدية مساكن في دورات متعددة وكان وراء إنجاز تغييرات عمرانية كبيرة فيها. مارس مهنة طب الأطفال بسوسة وترأّس قسم الأطفال بمستشفى فرحات حشاد بسوسة مدة خمس وثلاثين سنة وكان يلقي بعض الدروس بكلية الطب خلال هذه الفترة، وساهم في تكوين العديد من الأطباء. وقد تميز عن غيره من الأطباء بكتابة الوصفة الطبية باللغة العربية مع الالتجاء أحيانا إلى وضع رسوم تبين طريقة استعمال الدواء. وكان يشجع على التداوي الطبيعي وخاصة منه الرضاع الطبيعي ويرفض مطلقا فكرة الرضاع الاصطناعي. إلى جانب نشاطه السياسي والمهني اختص الدكتور عبد المجيد رزق الله بإنتاجه الفكري الوفير. نشر عدة بحوث في في الجرائد والمجلات وشارك في الندوات الطبية والعلمية وأصدر عدة كتب في الطب والسياسة والحضارة باللغتين العربية والفرنسية. وتضمنت مؤلفاته أربعة كتب في الطب، وباقيها احتوت على أفكاره ورؤاه في الاشتراكية وفي كيفية رقي المجتمع وتنظيمه بالإضافة إلى إطلالة على قضية فلسطين...
آثر الدّكتور عبد المجيد رزق الله السّكنى والاستقرار بمدينة سوسة في آخر حياته إلى أن توفي في 8 أوت 2004 ودفن في مساكن. وحضر جمع غفير جنازته يتقدمهم رجال السياسة بتونس وجمع من الأقارب والجيران والأصحاب من بلدته ومن خارجها.

## مؤلفاته الطبية
- Santé et médecine، problèmes actuels

Tunis 1994، 119p.
- « Essai »

Eléments de sémiologie pédiatrique، Initiation à la pédiatrie، Sfax، Tunisie، s.d. 136p.

## كتبه
1. (وهو موجه إلى الطلبة حيث كان المؤلف رئيس قسم الأطفال بالمستشفى الجامعي فرحات حشاد بسوسة)
2. تنظيم النسل، الشركة القومية للنشر والتوزيع، تونس 1963. 160 صفحة.[1]
3. طفلك في سنواته الأولى. ثانيا: مؤلفاته غير الطبية:
4. عشرة أيام بين موسكو وطشقند، مكتبة النجاح للطباعة والنشر والتوزيع، تونس، د.ت. 120صفحة. (وهي تقييدات رحلة قام بها المؤلف سنة 1963 إلى الاتحاد السوفياتي ضمن الوفد البرلماني التونسي).
5. نظرات في اشتراكيتنا، الشركة القومية للنشر والتوزيع، تونس 1963. 218 صفحة.[2]

1. في سبيل مجتمع جديد ومستقبل أفضل، مطابع دار المعارف، سوسة، تونس، مارس 1987. 185 صفحة. (جمّع فيه المقالات الصحفية التي نشرها بمجلة «الفكر» وجريدة «العمل» في الستينات والثمانينات).[3]

1. أيّ ديموقراطية، أيّ مجتمع، مؤسسة سعيدان، سوسة، مارس 1990. 102 صفحة.
2. طريق العودة أو قضية فلسطين بين الأمس واليوم، منشورات الطيب قاسم، سوسة 1964، والطبعة الثانية في التسعينات دون تاريخ محدّد.